# Escola Nacional de Seguros
A Escola de Negócios e Seguros, antiga FUNENSEG e Escola Nacional de Seguros, foi fundada em 30 de junho de 1971 pelo então presidente do Instituto de Resseguros do Brasil, José Lopes De Oliveira. Tem a missão de difundir o ensino, a pesquisa e o conhecimento em seguros.

## História
A Escola contribuiu com o desenvolvimento da indústria do seguro ao oferecer programas educacionais, apoio a pesquisas técnicas, publicar vasta gama de títulos e promover eventos. Também se notabilizou pela troca de experiências com instituições de ensino do Brasil e exterior, através de convênios de cooperação técnica.
Em 2005, a instituição obteve parecer favorável do Ministério da Educação – MEC para ministrar, no Rio de Janeiro, o Curso Superior de Administração com Ênfase em Seguros e Previdência, o primeiro do País com essas características.
Em 2009, foi a vez da Unidade Regional São Paulo oferecê-lo também. Confirmava-se o comprometimento da Escola com a qualificação de profissionais para um setor que vem se tornando cada vez mais complexo e cheio de oportunidades.
Para quem não tem tempo para frequentar regularmente os cursos presenciais ou, então, mora em cidades onde esses cursos não são ministrados, a Escola Nacional de Seguros oferece vários cursos a distância sobre temas ligados à indústria do seguro. O método e os materiais utilizados têm a marca da Escola, o que assegura a qualidade do aprendizado. 	

## Unidades
Com sede no Rio de Janeiro, a instituição conta com mais uma unidade em São Paulo.

## Cursos
Os cursos oferecidos pela Escola de Negócios e Seguros são:
- Habilitação para Corretores de Seguros
- Preparatórios para Exames para Habilitação de Corretores de Seguros
- Habilitação de Comissários de Avarias
- Certificação Técnica Seguradoras
- Certificação Técnica Corretoras
- Graduação em Gestão de Seguros
- Pós-Graduação
- Cursos a Distância
- Soluções Corporativas

## Parcerias Internacionais
A Escola de Negócios e Seguros mantém convênios com importantes instituições dos Estados Unidos, da Europa e da América Latina, com o objetivo de importar tecnologia e inserir o profissional brasileiro no mercado globalizado.